# Arhidieceza de München și Freising
Arhidieceza de München și Freising (în latină Archidioecesis Monacensis et Frisingensis) este una dintre cele șapte arhiepiscopii mitropolitane ale Bisericii Romano-Catolice din Germania, cu sediul în orașul München. În prezent are trei episcopii sufragane: Dieceza de Augsburg, Dieceza de Passau și Dieceza de Regensburg.

## Istoric
Episcopia a fost fondată la Freising în anul 739, primul episcop fiind Sfântul Bonifaciu. Dieceza a fost dizolvată în anul 1803, după căderea Imperiului Romano-German, dar a fost reînființată în anul 1818, sediul fiind mutat la München și primind rangul de arhiepiscopie.
Între cei mai cunoscuți arhiepiscopi de München și Freising se numără cardinalul Julius Döpfner și cardinalul Joseph Ratzinger, ulterior papa Benedict al XVI-lea.